# Guillaume de Sayn-Wittgenstein-Hohenstein
Pour les articles homonymes, voir Wittgenstein.
Guillaume-Louis-Georges comte de Sayn-Wittgenstein-Hohenstein (Prince depuis 1804) (né le 9 octobre 1770 au château de Wittgenstein et mort le 11 avril 1851 à Berlin) est un homme d'État prussien et confident de Frédéric-Guillaume III. Il apporte une contribution significative à la fin des réformes prussiennes et est l'une des forces motrices de l'ère de la Restauration dans le royaume de Prusse. 

## Ascension
Guillaume est le deuxième fils des neuf enfants du comte Jean-Louis de Sayn-Wittgenstein-Hohenstein (de) (1740-1796) et de sa première épouse Frédérique-Louise-Charlotte, née comtesse de Pückler-Limpourg (1746-1772). À cet égard, il n'est pas pris en considération pour une régence dans le comté de Sayn-Wittgenstein-Hohenstein. 
Il étudie le droit à Marbourg à partir de mai 1786. En 1791, il est nommé au Conseil privé électoral du Palatinat bavarois. Pendant cette période, il crée un régiment pour les princes émigrés de la famille royale française et est donc également colonel dans les services royaux français. Il est brièvement emprisonné lors du Congrès princier de Mayence de 1792 en raison de son lien avec l'émigration. 
Pour la cour prussienne, il s'est rendu à Cassel pour obtenir un prêt d'un million de thalers. En outre, il est également actif financièrement pour son propre compte. À Cassel, une activité bancaire est menée en son nom. 
Entre 1797 et 1805, Wittgenstein est l'intendant en chef de la reine prussienne ou reine mère Frédérique-Louise de Hesse-Darmstadt. En 1804, comme son frère Frédéric-Charles (de) (1766-1837), il est élevé au rang de prince impérial. Il est également envoyé extraordinaire et ministre plénipotentiaire à Cassel. Même après le changement de trône, il a la confiance du nouveau roi Frédéric-Guillaume III. Outre le Hessen-Cassel, Wittgenstein est également envoyé au landgraviat de Hesse-Darmstadt et à la principauté d'Orange-Nassau à partir de 1805. 
Après la défaite de la Prusse en 1806, Wittgenstein entreprend une mission diplomatique en Angleterre afin d'y contracter un emprunt et de sonder si la Grande-Bretagne est prête pour une intervention militaire dans le nord de l'Allemagne. Le voyage échoue. Wittgenstein est arrêté par les Français à Hambourg pour avoir planifié une attaque contre Napoléon. Après son arrestation, Wittgenstein tente de s'exonérer du gouvernement français en critiquant publiquement Heinrich Friedrich Karl vom Stein. Cela renforce l'aversion de Stein pour Wittgenstein.

## Ministre de la police
Après le retour de la cour prussienne à Berlin ou à Potsdam, Wittgenstein devient Lord Chamberlain en 1810. Pendant ce temps, il joue un rôle déterminant dans le renouvellement du mandat de Karl August von Hardenberg. En 1811, Wittgenstein plaide pour une plus forte orientation vers la France. 
À partir de 1812, il est à la tête de la police prussienne en tant que conseiller d'État privé. Déjà à cette époque, il est largement responsable de la persécution du mouvement national et libéral en Prusse. Il fait démanteler le Tugendbund et participe à l'arrestation de Justus von Gruner. Pendant les guerres de libération, Wittgenstein perd temporairement son influence politique. 
Néanmoins, il devient ministre de la police en 1814 et, à ce titre, depuis 1817, membre du Conseil d'État prussien. Wittgenstein est en contact étroit avec Metternich et influencé le roi dans son intérêt. À côté du prince héritier le futur Frédéric-Guillaume IV il est l'un des chefs du parti réactionnaire à l'orientation bureaucratique ou de vieille école, qui s'oppose à la politique de réforme de Hardenberg et gagne de plus en plus d'influence. 
Au début de l'ère réactionnaire, Wittgenstein intensifie la persécution de l'opposition politique. Alors que Hardenberg considère l'interdiction des fraternités en Prusse à partir de 1817 après la Fête de la Wartbourg comme une concession tactique temporaire aux forces réactionnaires, Wittgenstein cherche de nouvelles preuves à l'aide d'un système complet d'informateurs. En outre, tous les sentiments libéraux sont combattus à Berlin. La politique de Wittgenstein contribue grandement à la réorganisation réactionnaire de la Confédération germanique. 
Il tente aussi parfois de renverser Hardenberg pour ses projets constitutionnels. Même s'il n'y parvient pas, il est en partie responsable du renforcement de l'influence de l'aile antiréformatrice au sein du gouvernement prussien. Après le meurtre d'August von Kotzebue, Wittgenstein est l'un des principaux moteurs de la persécution des démagogues. Notamment à cause de Wittgenstein, les décrets de Carlsbad sont appliquées plus strictement en royaume de Prusse que dans la plupart des autres États de la Confédération germanique. 

## Ministre de la maison royale
En 1819, Wittgenstein démissionne de son poste de ministre de la Police et devient ministre de la Maison royale. Bien qu'il n'a pas été aussi immédiat qu'auparavant, il poursuit la politique de réaction. En tant que membre de la commission ministérielle chargée des enquêtes politiques, il préconise des mesures sévères, telles que des opérations militaires comme dans la révolution des tailleurs de 1830 à Berlin. En tant que membre de la Commission de réforme financière et constitutionnelle, il est l'un de ceux qui ont de plus en plus souvent fait échouer les idées de réforme de Hardenberg
Comme en 1817 et 1819, Metternich et Wittgenstein travaillent en étroite collaboration après la Fête de Hambach de 1832. Pour tous les deux, c'est une occasion bienvenue de renforcer à nouveau les mesures policières contre l'opposition. Wittgenstein commente cyniquement: «Les choses ne sont pas encore assez grandes pour moi, et j'aurais aimé pouvoir utiliser p. Wirth et Consorten ont formellement décrété la déposition du roi de Bavière, un protocole est pris et signé par toutes les personnes présentes". 
Après la mort de Frédéric-Guillaume III, il passe à l'arrière-plan politique, mais reste ministre de la maison royale jusqu'en 1851. Wittgenstein est célibataire et est mort sans progéniture. 